# Palo Verde, Sinaloa
Palo Verde är en ort i Mexiko.   Den ligger i kommunen El Fuerte och delstaten Sinaloa, i den västra delen av landet, 1 300 km nordväst om huvudstaden Mexico City. Palo Verde ligger 50 meter över havet och antalet invånare är 586.
Terrängen runt Palo Verde är platt åt sydväst, men åt nordost är den kuperad. Runt Palo Verde är det ganska glesbefolkat, med 23 invånare per kvadratkilometer. Närmaste större samhälle är Poblado Número Cinco, 16,5 km sydväst om Palo Verde. I omgivningarna runt Palo Verde växer huvudsakligen savannskog.